# Lavezzola

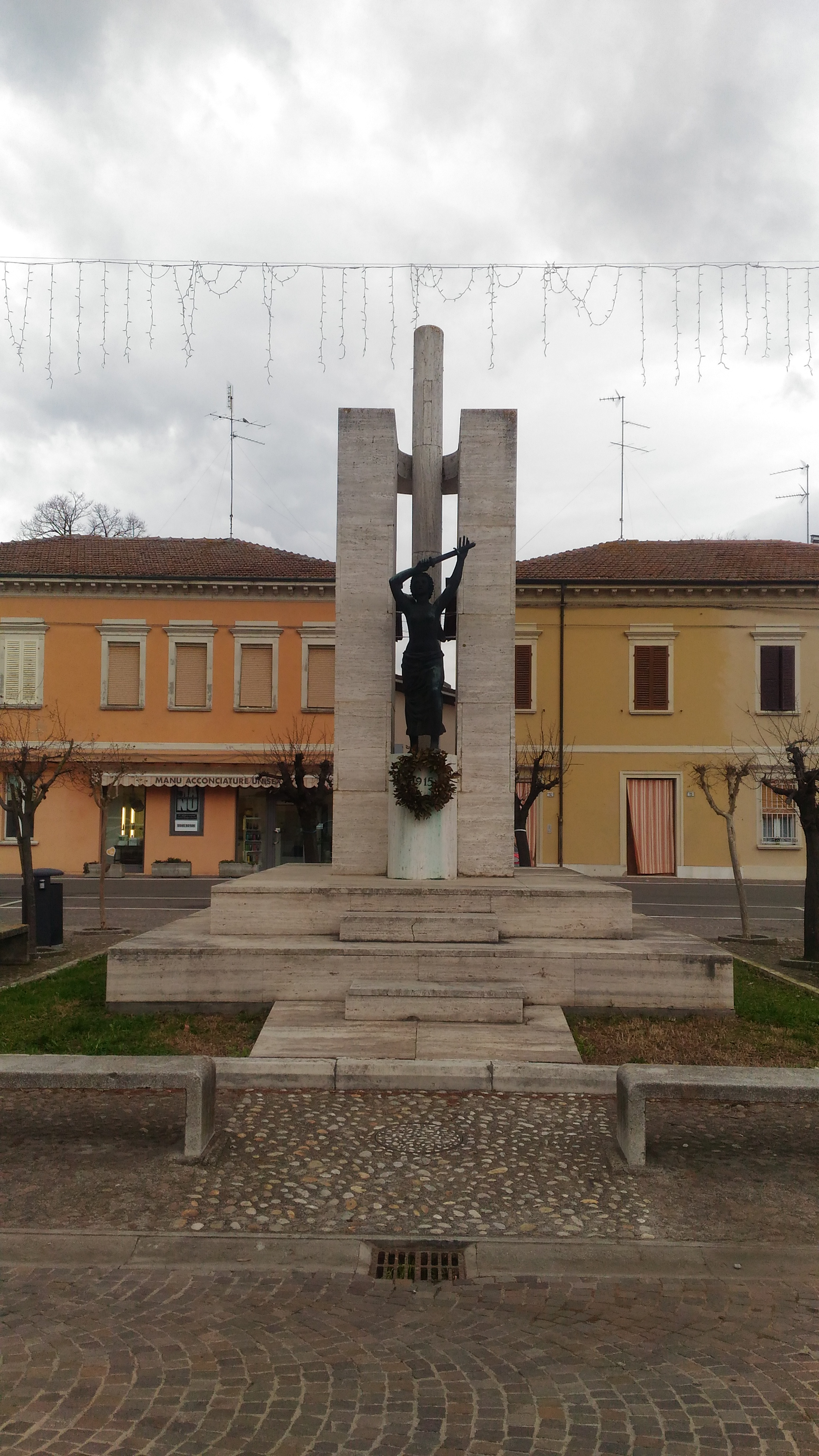
Piazza Caduti a Lavezzola.

Lavezzola (pronuncia "Lavezzóla", Lavzóla in romagnolo) è una frazione di circa 3 000 abitanti del comune di Conselice, in provincia di Ravenna.

## Origini del nome
Il paese prese il nome dai conti Lavezzoli, che edificarono la prima chiesa locale nel 1500 come oratorio della famiglia.

## Storia
Nell'anno Mille il territorio dove sorse Lavezzola faceva parte del plebato di San Giorgio e della contea di Argenta. Alla metà dell'XI secolo tutto il plebato passò sotto la giurisdizione dell'Arcidiocesi di Ravenna. Da allora la chiesa di Lavezzola fa parte di tale arcidiocesi. 
Le origini del centro abitato risalgono al XV secolo. Il 29 aprile 1443 il Marchese di Ferrara Leonello d'Este concesse in feudo a Giacomo Lavezzoli di Bongiovanni un terreno sulla riva destra del fiume Santerno, e a pochi km dal Po di Primaro (oggi Reno). 
All'epoca il Santerno non terminava il suo corso in maniera naturale, ma spagliava nelle valli. L'area era paludosa. Verso il 1460 fu attuata l'opera di bonifica, su ordine del Duca d'Este, Borso. Il Santerno fu condotto nel Po di Primaro e le terre circostanti, tra cui il feudo dei Lavezzoli, furono prosciugate.

Intorno alla metà del Cinquecento, la famiglia Lavezzoli fece edificare una chiesa ad uso di oratorio privato. La chiesa, dedicata a San Maurelio (originario santo protettore della località), era gestita da una comunità di religiosi che aveva la sua sede centrale a San Biagio di Argenta, il primo paese al di là del Po di Primaro. 

Intorno alla piazza su cui si affacciava l'oratorio si sviluppò il centro abitato. Nel 1609 avvenne l'elezione della chiesa a parrocchia, per volontà di Alfonso Lavezzoli. Nel 1628 il paese fu risparmiato da un'epidemia di peste grazie alle invocazioni a San Sebastiano. Da allora la parrocchia, pur rimanendo ufficialmente intitolata a Maurelio, riconobbe San Sebastiano come suo patrono.
Nel 1620 il casato dei Lavezzoli rimase senza eredi maschi, così il feudo passò alla famiglia bolognese dei Bentivoglio. I Bentivoglio furono i primi a fornire di arginature durevoli il paese, contro le piene del Santerno.

Il governo dei Bentivoglio si concluse ai primi dell'Ottocento. Dopo alcuni anni di autonomia amministrativa, nel 1814 il paese fu inglobato nel comune della vicina Conselice, di cui tuttora fa parte.
Nel 1889 il paese fu raggiunto dalla ferrovia Ferrara-Ravenna. Da allora è uno degli snodi di tale linea ferroviaria.

## Monumenti e luoghi d'interesse
- Chiesa di San Maurelio, edificata nel 1557 su progetto di Giovan Battista Aleotti. Al suo interno è conservato un fonte battesimale risalente al IV-V secolo[5].
- Vittoria alata di Angelo Biancini, eretta nel 1936 in Piazza Canuti.
- Villa Verlicchi realizzata fra il 1876 e il 1882, e diventata Domus delle Arti, Relazioni e Turismo (Dart) con le ristrutturazioni iniziate nel 2008 e terminate nel 2020[6]. Vi ha sede il Museo del libro d'artista.

## Eventi e ricorrenze
- Sagra della Porchetta e del Tortellino (terzo fine settimana di maggio). Nata nel 1983, è stata la prima sagra organizzata a favore dell'Istituto oncologico romagnolo[7].

## Infrastrutture e trasporti

### Idrovie
Dall'innesto col canale di scolo Zaniolo, nasce nel territorio di Lavezzola il Canale di bonifica in Destra Reno, un canale artificiale che raccoglie tutte le acque "basse" delle pianure imolese, faentina e ravennate. Il canale termina la propria corsa dopo 36 km gettandosi nel mare Adriatico utilizzando l'antica foce del Lamone.

### Ferrovie
La stazione ferroviaria di Lavezzola è posta sulla linea Ferrara–Rimini, ed è capolinea della linea per Faenza.

### Strade
Lavezzola è al crocevia tra due importanti arterie romagnole:
- Strada statale 16 Adriatica che, nel tratto tra Ferrara e Ravenna (quello in cui si trova Lavezzola), è chiamata «Reale». Lavezzola si trova circa al km 110;
- Ex Strada statale 610 Selice, oggi strada provinciale 610 R. L'inizio di tale strada si trova nel territorio di Lavezzola.